# Lewis Price
Pour les articles homonymes, voir Price.
Lewis Peter Price (né à Bournemouth le 19 juillet 1984)  est un ancien footballeur international gallois qui évolutait au poste de gardien de but.

## Carrière
Le 10 juillet 2015, il rejoint Sheffield Wednesday.

## Statistiques
| Saison      | Club               | Pays           | Championnat | Coupes nationales | Sélection Pays de Galles |
| ----------- | ------------------ | -------------- | ----------- | ----------------- | ------------------------ |
| 2003 - 2004 | Ipswich Town       | Championship   | 1 match     | -                 | -                        |
| 2004 - 2005 | Ipswich Town       | Championship   | 7 matchs    | 2 matchs          | -                        |
| 2004 - 2005 | Cambridge United   | League Two     | 6 matchs    | -                 | -                        |
| 2004 - 2005 | Ipswich Town       | Championship   | 1 match     | -                 | -                        |
| 2005 - 2006 | Ipswich Town       | Championship   | 25 matchs   | 1 match           | 1 match                  |
| 2006 - 2007 | Ipswich Town       | Championship   | 34 matchs   | 4 matchs          | 1 match                  |
| 2007 - 2008 | Derby County       | Premier League | 6 matchs    | 3 matchs          | 2 matchs                 |
| 2008 - 2009 | Milton Keynes Dons | League One     | 2 matchs    | 1 match           | -                        |
| 2008 - 2009 | Luton Town         | League Two     | 1 match     | 1 match           | -                        |
| 2009 - 2010 | Brentford          | League One     | 13 matchs   | 5 matchs          | -                        |
| 2010 - 2011 | Crystal Palace     | Championship   | 1 match     | -                 | 1 match                  |
| 2011 - 2012 | Crystal Palace     | Championship   | 6 matchs    | 6 matchs          | 1 match                  |
| 2012 - 2013 | Crystal Palace     | Championship   | -           | 4 matchs          | 2 matchs                 |

Dernière mise à jour : 5 février 2013

## Palmarès

### En club
- Rotherham United
  - vice-champion d'Angleterre de D3 en 2020.